# Texenna
Texenna (în arabă تاآسنة) este o comună din provincia Jijel, Algeria.